# لخة (مسلسل)
لخه هو مسلسل عراقي كوميدي من إخراج أحمد البشير، عرض على قناة الشرقية في 6 أيار/مايو 2019.

المسلسل كوميدي لايت، يتناول مجموعة من الأحداث التي تقع في اليوم الذي يعيشه المواطن العراقي، وعرضها بطريقة ساخرة، وانتقاد المبالغة في الدراما عن طريق تقليد مشاهد لمسلسلات أخرى بطريقة كوميدية.

## طاقم العمل
- أحمد البشير
- ليث عبد الله
- أحمد فوزي
- سنان نزار
- مارينا العبيدي
- ثائر شعيب
- ليث جارالله